# Iure matris
Iure matris (jure matris) es una frase latina que significa por "derecho de su madre" o por "derecho de madre".
Se encuentra comúnmente en la ley de herencia cuando un título nobiliario u otro derecho pasa de madre a hijo. También se usa en el contexto de la monarquía en los casos en que una mujer posee un título por derecho propio, pero le otorga el ejercicio del poder a su hijo. En muchas culturas, era común que el esposo de una mujer con títulos ejerciera el poder en su nombre , y algunas veces después de su muerte, ella le otorgaba a su hijo y heredero el mismo privilegio que tenía durante su vida.

## Notables gobernantes por "jure matris"
- Sancho Garcés II, rey de Pamplona fue conde de Aragón jure matris de 943 a 972 a través de su madre Andregoto Galíndez.
- Miguel V Calafetes fue emperador de Bizancio por jure matris de 1041 a 1042, a través de su madre adoptiva Zoe Porfirogéneta.
- Balduino III de Jerusalén fue rey de Jerusalem por jure matris de 1143 a 1153 a través de su madre Melisenda.[1]
- Ricardo Corazón de león y su hermano Juan sin tierra fueron duques de Aquitania  por jure matris de 1189 a 1199 y 1199 a 1204 respectivamente a través de su madre Leonor de Aquitania.
- Carlos V, Emperador Sacro Romano, fue rey de Castilla a través de su madre Juana I de Castilla de 1516 a 1555.
- José II, Emperador Sacro Romano, fue Archiduque de Austria de 1765 a 1780 a través de su madre María Teresa I de Austria.